# نرماندی
نُرماندی یا نورماندی (به فرانسوی: Normandie) به منطقه‌ای جغرافیایی واقع در شمال‌غربی فرانسه می‌گویند. این منطقه در سال ۹۱۱ میلادی توسط شارلِ ساده پادشاه فرانک باختری به رولو و وایکینگ‌های نروژی که آنان را «نُرمان» می‌نامیدند به‌صورت دوک‌نشین بخشیده شد تا از یورش‌های همیشگی آنها به خاک فرانسه جلوگیری شود. به این ترتیب این منطقه را نورماندی نامیدند. نورماندی در طول تاریخ به یکی از قدرتمندترین دوک‌نشین‌های اروپا تبدیل شد و قدرت دوک نورماندی با قدرت پادشاه فرانسه برابری می‌کرد.
مبارزه‌ای بی پایان با نیروهای طبیعت، مانند روحیه ماجراجویانه اجداد وایکینگ آنها، شخصیت مردم نورماندی را که اغلب به عنوان سرسخت و خاموش توصیف می‌شوند، شکل داد.

## تاریخچه
یافته‌های باستان‌شناسی مانند نقاشی‌های غارها ثابت می‌کند که انسان‌ها در دوران ماقبل تاریخ در این منطقه حضور داشته‌اند.
سلت‌ها (همچنین به عنوان بلگی و گول‌ها شناخته می‌شوند) در امواج متوالی از قرن ۴ تا ۳ قبل از میلاد به نورماندی حمله کردند. هنگامی که ژولیوس سزار به گُل حمله کرد (۵۸–۵۰ قبل از میلاد)، ۹ قبیله سلتی مختلف در نورماندی زندگی می‌کردند. رومی شدن نورماندی با روش‌های معمول به دست آمد: جاده‌های رومی و سیاست شهرنشینی. تاریخ‌نویسان کلاسیک بسیاری از ویلاهای گالو-رومی را در نورماندی ذکر کرده‌اند.

### تاریخ معاصر
در سال ۱۹۴۴ میلادی پس از ناکامی آلمان در جبهه شرقی و نبرد استالینگراد در جنگ با شوروی، نیروهای متفقین غربی (امپراتوری بریتانیا و ایالات متحده آمریکا) یک نبرد آبی_خاکی بسیار بزرگ را در نرماندی آغاز کردند که نتیجه‌اش شکست آلمان و آزادسازی فرانسه‌ای بود که بعد از پایان نبرد فرانسه تا پایان نبرد نرماندی تخت اشغال آلمان بود.

## نگارخانه

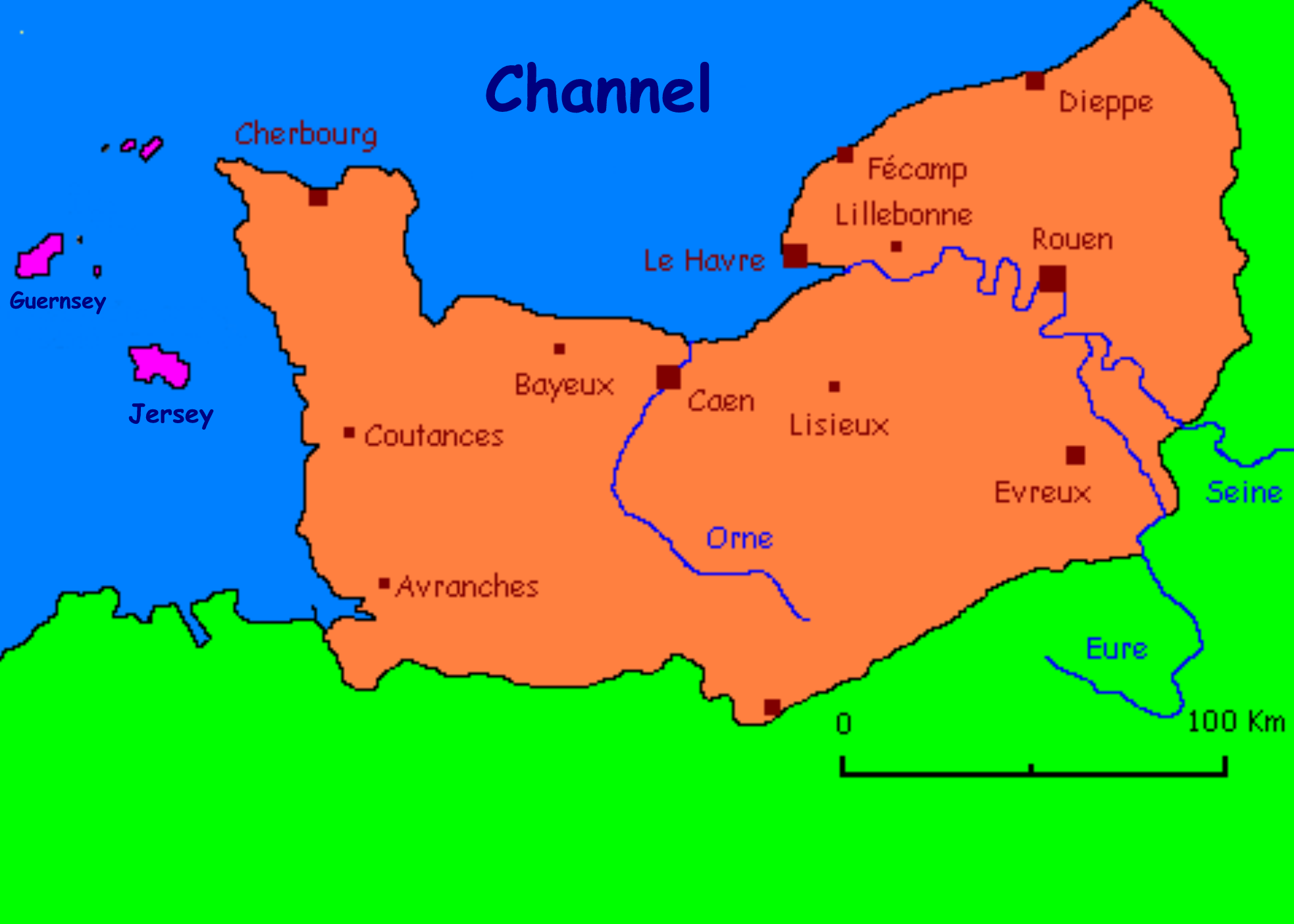
نقشهٔ نرماندی
موقعیت منطقهٔ نرماندی در فرانسه